# Vockenrode (Jesberg)
Koordinaten: 50° 59′ 32″ N, 9° 8′ 39″ O
Vockenrode ist eine Dorfwüstung in der Gemarkung von Jesberg im nordhessischen Schwalm-Eder-Kreis. Sie liegt auf 296 m Höhe über NHN am südlichen Rand von Jesberg, östlich der Landesstraße L 3145, wo der heutige Flurname „Am Fockeroth“ an die einstige Siedlung erinnert.
Der Ortsname der im Jahre 1250 in einer Urkunde des Klosters Haina erstmals schriftlich erwähnten Siedlung erschien im Laufe der Zeit in mehreren Varianten: „Vockenrode“ (1250), „Vackerade“ (1276), „Fockenrode“ (1314), „Fuckenrode“ (1364), „Vockenrade“ (1448), „Fogkenrade“ (1477) und „Vockerode“ (1537). Danach, als der Ort bereits aufgegeben war und nur noch als Gehölz oder Feldmark bezeichnet wurde, erscheint er als „die beiden Vockenrode“ (1575/85), „Fohckenrode“ (1584), „Fockenrodt“ (1585), „vorm Vockeroda“ (1598), „Volckenrode“ (1598), „fordere und hintere Vockenrodt“ (1613), „Vonkenrode“ (1691), „Vockenroth“ („ein trocken Bergchen“, 1708) und schließlich „auf dem Fockenroth“ (1911).
Im Jahre 1276 übereignete Graf Ludwig II. von Ziegenhain dem von ihm mehrfach beschenkten Kloster Haina die von ihm lehnsrührige Hälfte des Zehnten zu Vockenrode, die ihm die Gebrüder von Marburg aufgelassen hatten. In der Folge waren die auf der unmittelbar benachbarten Burg Jesberg sitzenden Herren von Linsingen tonangebend in Vockenrode. Im Jahre 1314 übergab Werner von Löwenstein-Westerburg seine Güter zu Vockenrode an Ludwig von Linsingen, und 1413 verkauften die von Löwenstein-Westerburg weitere Güter zu Vockenrode an die von Linsingen. Das Pertri-Stift in Fritzlar besaß Zehnte in Vockenrode, mit denen es 1403 Otto von Trugelrode, in Ganerbschaft mit denen von Linsingen auf der Burg Jesberg verbunden, dann ab 1448 und noch 1691 die von Linsingen belehnte. Das Gehölz Vockenrode gehörte 1575/85 zu drei Vierteln der Landgrafschaft Hessen-Kassel und zu einem Viertel denen von Linsingen.